# 시로이시역 (홋카이도 여객철도)
시로이시역(일본어: 白石駅 시로이시에키[*])은 일본 홋카이도 삿포로시 시로이시구에 있는 홋카이도 여객철도의 역이다. 역 번호는 H03이며, 하코다테 본선과 지토세 선이 상호 운행하고 있다. 섬식 승강장 2면 4선의 구조를 가지는 교상역이다.

## 타는 곳
| 3 | ■ 하코다테 본선 | (상행) | 삿포로 · 데이네 · 오타루 방면                                      |
| 4 | ■ 지토세 선     | (하행) | 삿포로 · 데이네 · 오타루 방면                                      |
| 5 | ■ 지토세 선     | (상행) | 신삿포로 · 기타히로시마 · 지토세 · 신치토세 공항 · 도마코마이 방면 |
| 6 | ■ 하코다테 본선 | (하행) | 에베쓰 · 이와미자와 · 다키가와 방면                                |

## 이용 현황
- 2010년도 - 약 6,662명

## 인접정차역
| 홋카이도 여객철도 ■ 하코다테 본선 | 홋카이도 여객철도 ■ 하코다테 본선          | 홋카이도 여객철도 ■ 하코다테 본선 |
| --------------------------------- | ------------------------------------------ | --------------------------------- |
| 01 삿포로 · 오타루 방면           | ● 구간쾌속 "이시카리 라이너" B             | A06 오아사 이와미자와 방면        |
| H02 나에보 삿포로 · 오타루 방면   | ● 구간쾌속 "이시카리 라이너" A ● 보통      | A04 아쓰베쓰 이와미자와 방면      |
| 홋카이도 여객철도 ■ 치토세 선     |                                            |                                   |
| 01 삿포로 · 오타루 방면           | ● 쾌속 "에어포트" (아침, 심야 시간대 한정) | H05 신 삿포로 신치토세 공항 방면  |
| H02 나에보 삿포로 · 오타루 방면   | ● 보통                                     | H04 헤이와 도마코마이 방면        |